# Neustraße 41–51

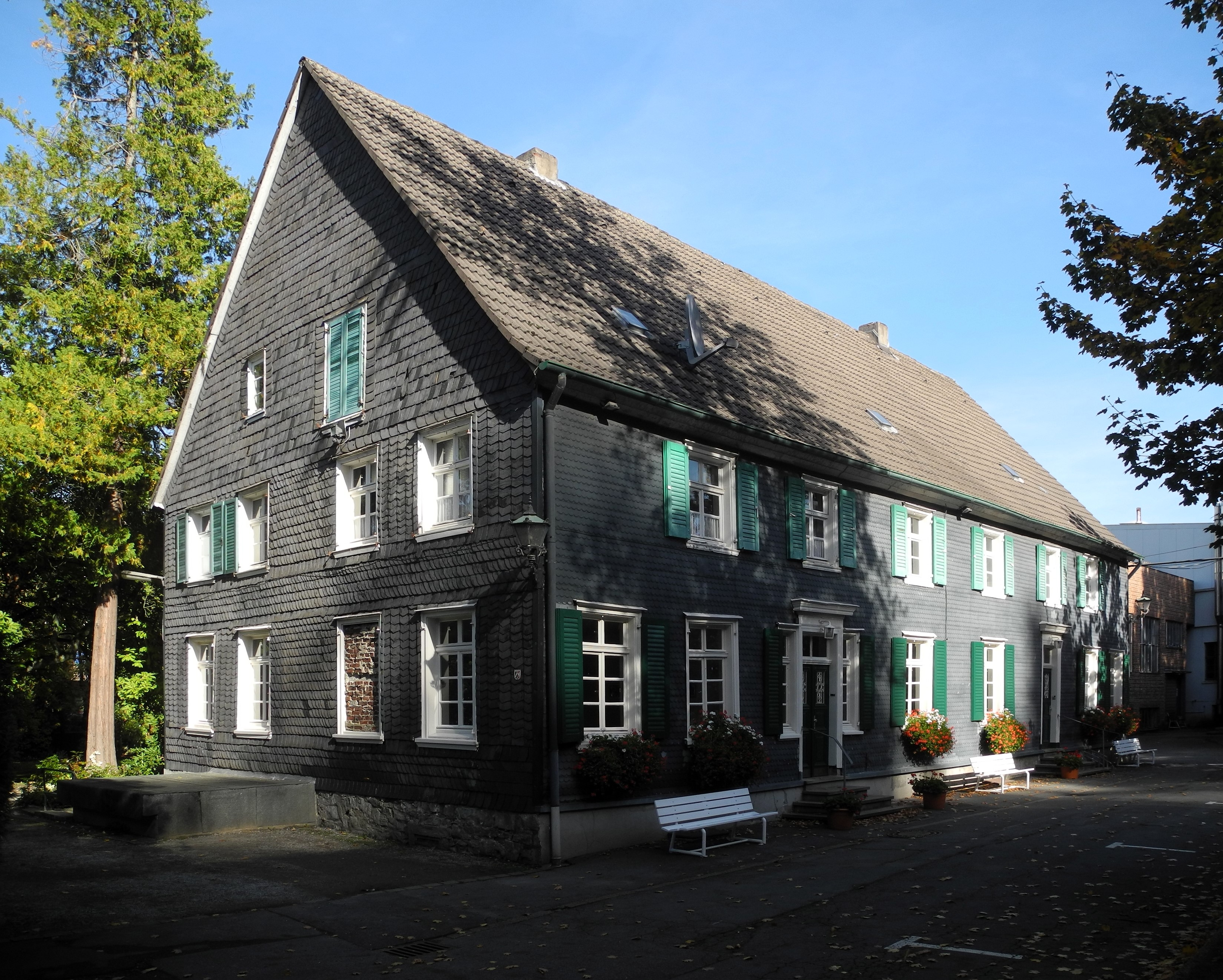
Wohnhaus Neustraße 41–51

Das Wohnhaus Neustraße 41–51 im Ennepetaler Ortsteil Altenvoerde ist ein denkmalgeschütztes Fachwerkhaus. Es geht auf eine Firmengründung von 1684 zurück.

## Beschreibung
Bei dem Gebäude handelt es sich um ein zweigeschossiges, schiefergedecktes Fachwerkhaus, das als strukturelles Doppelwohnhaus mit zwei Eingängen von der 1684 gegründeten Kommissionsfirma Johann Peter und Daniel Goebel aus Voerde in der Nähe des Kohlstadts Hammers erbaut wurde.
Die Schieferdeckung wurde teils in Naturschiefer, teils in traditionellem Blechschiefer ausgeführt. Der westliche Hauseingang besitzt zwei seitliche Dielenfenster und ein Oberlicht, nur letzteres der östliche. Die erhaltenen Holzsprossenfenster haben bergisch-grüne Schlagläden.
Von der Eisengießerei Firma F. W. Kruse (1951 bis 2005) wurde das Gebäude als Wohn- und Bürohaus genutzt. 2010 wurde von der Stiftung Industrie-Kultur Ennepetal in Zusammenarbeit mit dem Förderkreis Industriekultur Ennepetal der Aufbau des Industrie-Museums gestartet. Die Stiftung Industrie-Kultur Ennepetal hat in dem früheren Büro- und Verwaltungsteil eine Präsenzbibliothek „mit Literatur zu Natur- und Technikwissenschaften, zu historisch interessanten und aktuellen technischen Themen aus Heimat und Welt sowie mit Schriften zur Berufswahl und zur Ausbildung einiger technischer Berufe“, untergebracht. Im Gebäude befinden sich auch das Museums-Büro und ein Konferenzzimmer. Kleinere technische Exponate sind in Glasvitrinen ausgestellt. Im vorderen Teil des Hauses liegt das Café des Museums. Hinter dem Haus befindet sich ein Garten.
Zum Industrie-Museum Ennepetal gehört das westlich liegende dreigeschossige Backsteingebäude (Neustraße 59). Dieses ebenfalls seit 1984 denkmalgeschützte Gebäude wurde in den Jahren 1891 und 1896 von der früheren Holzschraubenfabrik Bödeker, Ebbinghaus & Co. errichtet. Später gehörte es ebenfalls zur Eisengießerei F. W. Kruse KG.